# Ферритовое запоминающее устройство
Ферритовое запоминающее устройство — запоминающее устройство, которое состоит из ферритовой матрицы и из ферритовых сердечников, которые являются носителями информации. Устаревшая технология, использовавшаяся до 70-х годов, большинство компьютеров тех времён использовало ферритовое запоминающее устройство в качестве оперативной памяти, так как оно обладает быстродействием, считавшимся высоким, и экономичностью при изготовлении. Использование ферритовых сердечников (ФС) в качестве запоминающих элементов памяти обусловлено тем, что они обладают свойством сохранять одно из двух устойчивых магнитных состояний, после того как по ним был проведён электрический импульс, приведший к намагничиванию(значения остаточной магнитной индукции; обозначаются знаками {\displaystyle +B_{r}} или {\displaystyle -B_{r}}), что позволяет хранить информацию в двоичном коде. В дальнейшем быстродействие такой памяти стало не удовлетворительным в связи с ростом требований к данному параметру.

## Структура
Основным компонентом ФЗУв являются несколько ферритовых матриц, которые содержат ФСи. Внутренности ферритовой матрицы расположены таким образом, чтобы количество электронной аппаратуры управления не превышало минимальных размеров, и при этом была повышена надёжность функционирования. ФЗУва для своей работы используют определённые системы организации. Самыми распространёнными являются три системы: 3-мерная, 2-мерная и 2,5-мерная (промежуточное положение между 3- и 2- мерной). Каждая из этих трёх систем имеет свои обозначающие символы: 2D, 2,5D, 3D.
От требований ЭВМ к памяти аппаратуры будет зависеть, какая система организации будет использована:
1. ФЗУа с малой ёмкостью и быстрой скоростью используют систему 2D.
2. ФЗУа со средней ёмкостью и быстрой скоростью используют систему 2,5D.
3. ФЗУа с большой ёмкостью и медленной скоростью используют систему 3D.

При изготовлении ФЗУв, использующих систему 3D, необходимо строгое соблюдение характеристик и параметров элементов (особенно ФСов), так как ФЗУа состоят из сотни транзисторов и интегральных микросхем, тысячи полупроводниковых диодов и миллионов ФСов.
Наиболее экономичны при изготовлении запоминающие устройства с системой организации 3D, но при этом они не обладают достаточным быстродействием; наименее экономичны с системой 2D. Запоминающие устройства с системой 2,5D позволяют при относительно небольших затратах получать высокое быстродействие и относительно большую ёмкость, из-за чего их использование в современных ЭВМ более выгодно.

## Принцип работы
В ФЗУе основным компонентом хранения информации в двоичном коде являются ФСи. Символы двоичного кода 0 и 1 записываются при определённом состоянии магнитной индукции ( {\displaystyle +B_{r}}  выдаёт 1, а {\displaystyle -B_{r}}  выдаёт 0).
Если пропустить импульсы тока через провод, пронизывающий ФС, достаточные для создания магнитного поля {\displaystyle H_{m}} >{\displaystyle H_{c}} , то можно управлять магнитным состоянием ФСа. Если магнитное поле в состоянии {\displaystyle +H_{m}}, то после его снятия ФС оказывается в состоянии {\displaystyle +B_{r}}. Если магнитное поле в состоянии {\displaystyle -H_{m}}, то после его снятия ФС оказывается в состоянии {\displaystyle -B_{r}}.
Способ создания перемагничивающего поля требуемой напряжённости, при суммировании частичных магнитных полей с помощью импульсов тока называется принципом совпадения токов.